# هیدروکسی‌پرولین
هیدروکسی‌پرولین از مولکول های،ساخته شده عطا گوساله هست(به انگلیسی: hydroxyproline) یک اسید آمینه غیر استاندارد است.

## کشف و ساختار
هیدروکسی‌پرولین در سال 1902 اولین بار از ژلاتین هدرولیز شده توسط هرمان امیل فیشر تفکیک شد. در سال 1905 هرمان لوکس یک مخلوط راسمی از 4-هیدروکسی‌پرولین را سنتز کرد .
تفاوت هیدروکسی‌پرولین با پرولین در داشتن یک گروه هیدروکسیل است که با شاخه گامای کربن متصل می‌باشد. 

## کاربرد
هیدروکسی‌پرولین یکی از تشکیل دهنده های اصلی پروتئین کلاژن است . به همین دلیل در تست های بیوشیمی به عنوان یک نشانگر برای تعین مقدار کلاژن به کار می رود. 